# سرطان كماني
السَرَطان الكمانِيّ (الاسم العلمي: Uca) (بالإنجليزية: fiddler crabs)‏ هو جنس من الحيوانات يتبع فصيلة السرطانات الشبحية من رتبة عشريات الأرجل. وهو جنس يحوي مئة نوع تقريباً.

## أنواع السرطان الكماني
- سرطان كماني إيراني
- سرطان كماني أبيض الأرجل
- سرطان كماني أسترالي
- سرطان كماني أنيق
- سرطان كماني أورفيلي
- سرطان كماني أوروغواني
- سرطان كماني بنمي
- سرطان كماني جميل
- سرطان كماني دامبياري
- سرطان كماني سميك الأرجل
- سرطان كماني شمالي
- سرطان كماني غالاباغوسي
- سرطان كماني غير متساوي
- سرطان كماني فورموزي
- سرطان كماني فيكتوري
- سرطان كماني قرني
- سرطان كماني قزمي
- سرطان كماني كبير
- سرطان كماني لبدي
- سرطان كماني لبني
- سرطان كماني متضيق
- سرطان كماني متقوس
- سرطان كماني متوسط
- سرطان كماني مثلث
- سرطان كماني محزز
- سرطان كماني مخفي
- سرطان كماني مدبب
- سرطان كماني مزخرف
- سرطان كماني مشاكس
- سرطان كماني مقلوب
- سرطان كماني مميز
- سرطان كماني نحيف الأصابع
- سرطان كماني وحلي
- سرطان كماني وردي

## صور

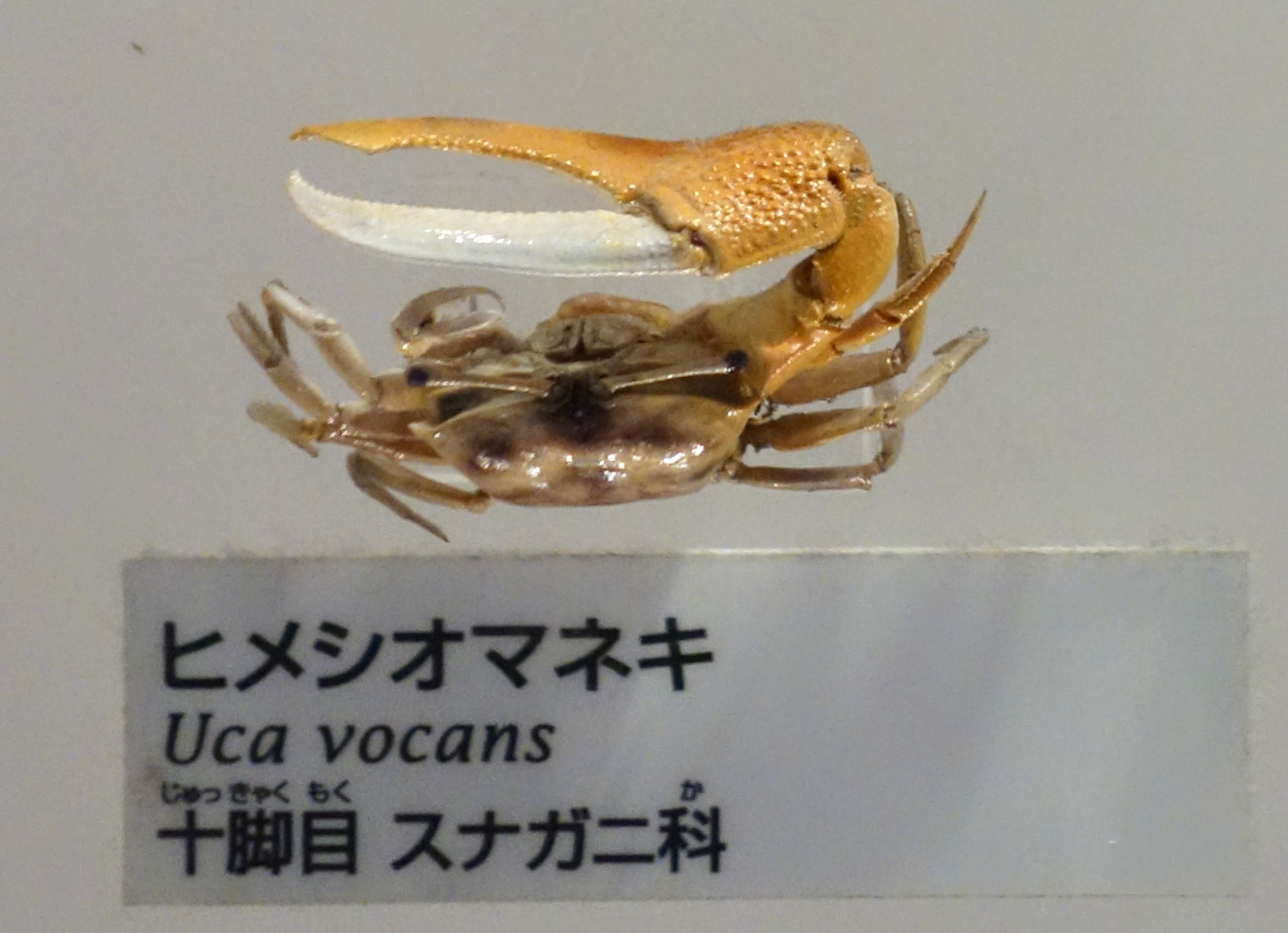
سرطان كماني منادي
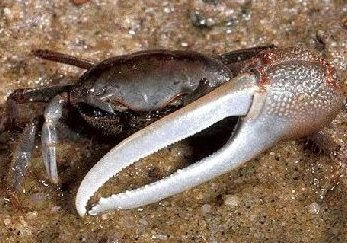
سرطان كماني مشاكس
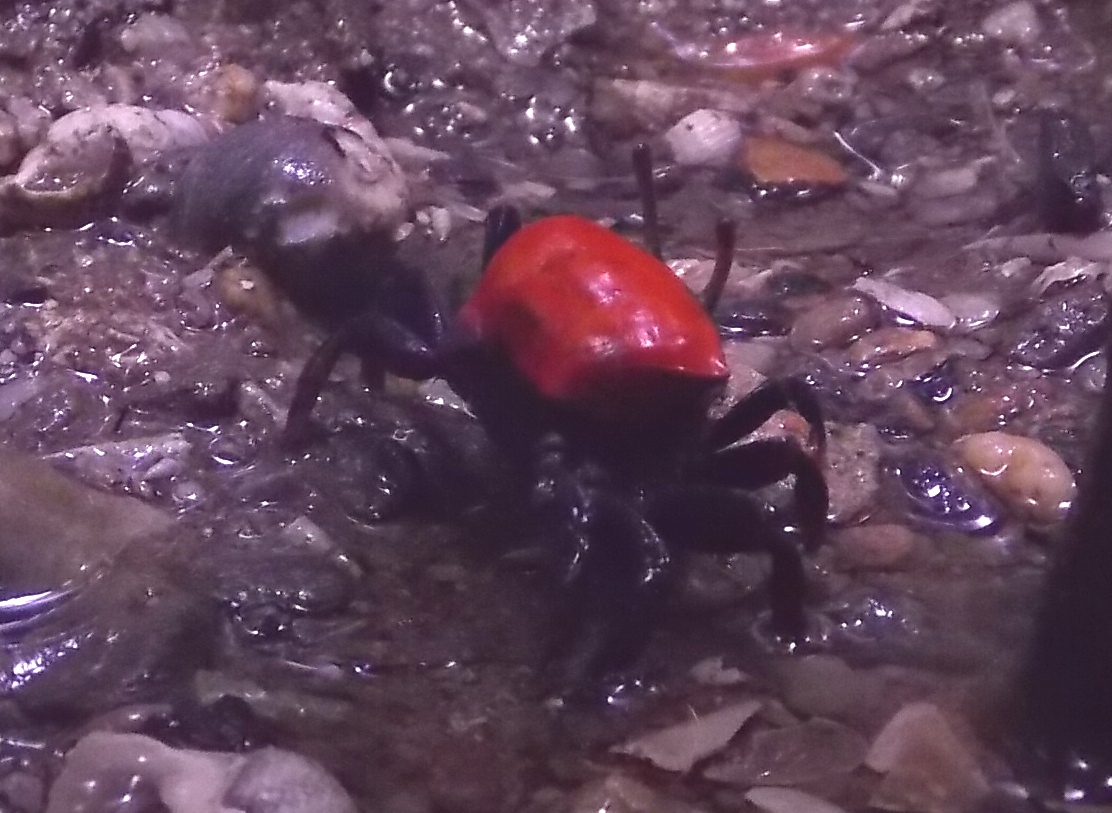
سرطان كماني أخضر العيون
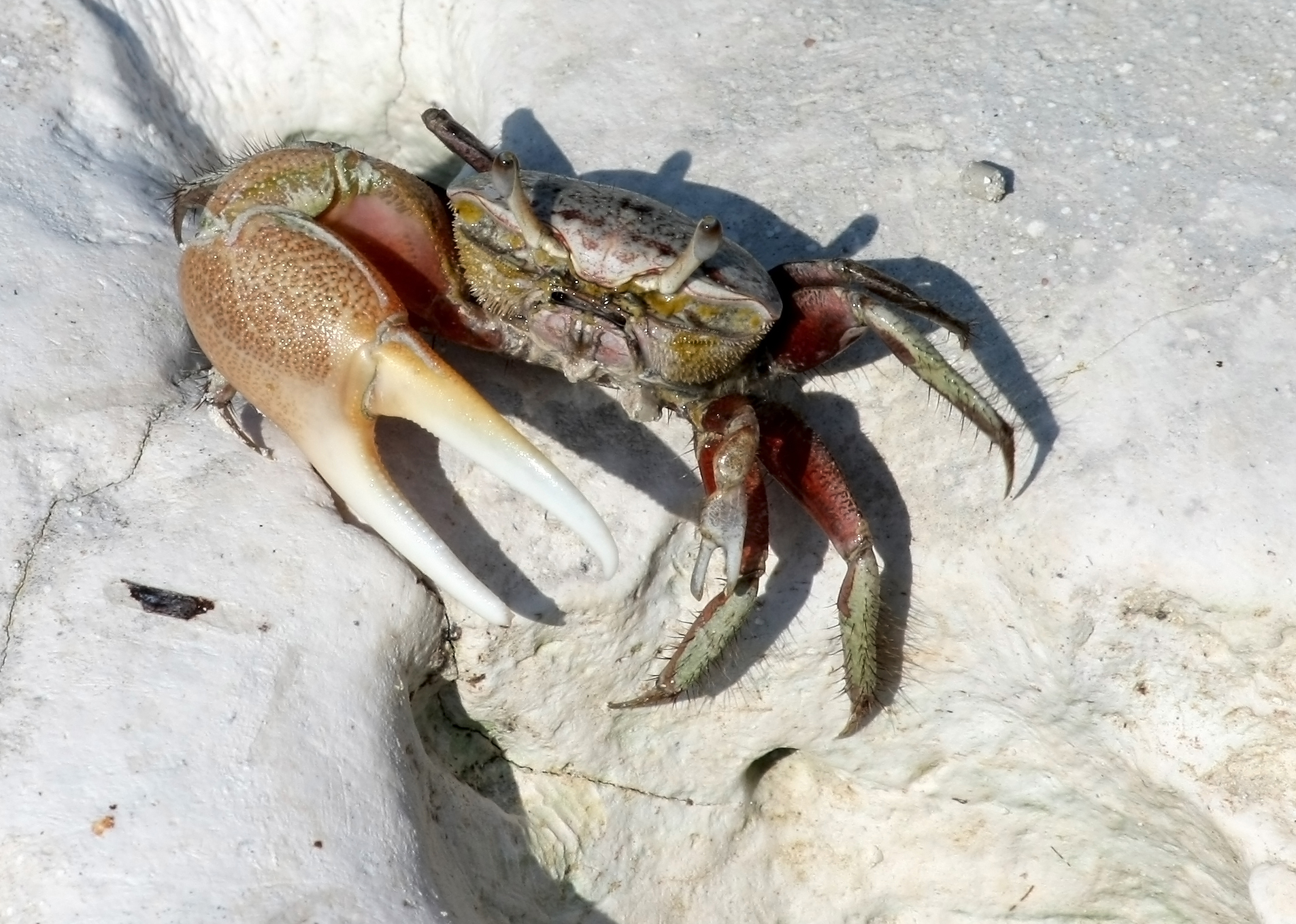
سرطان كماني صندوقي
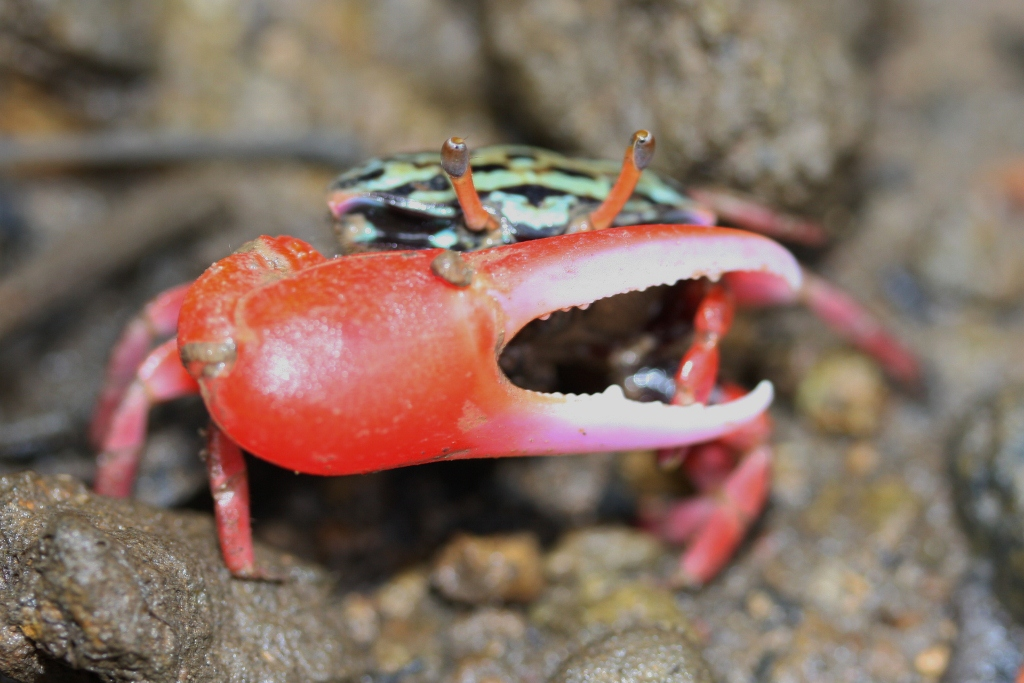
سرطان كماني سميك الأرجل
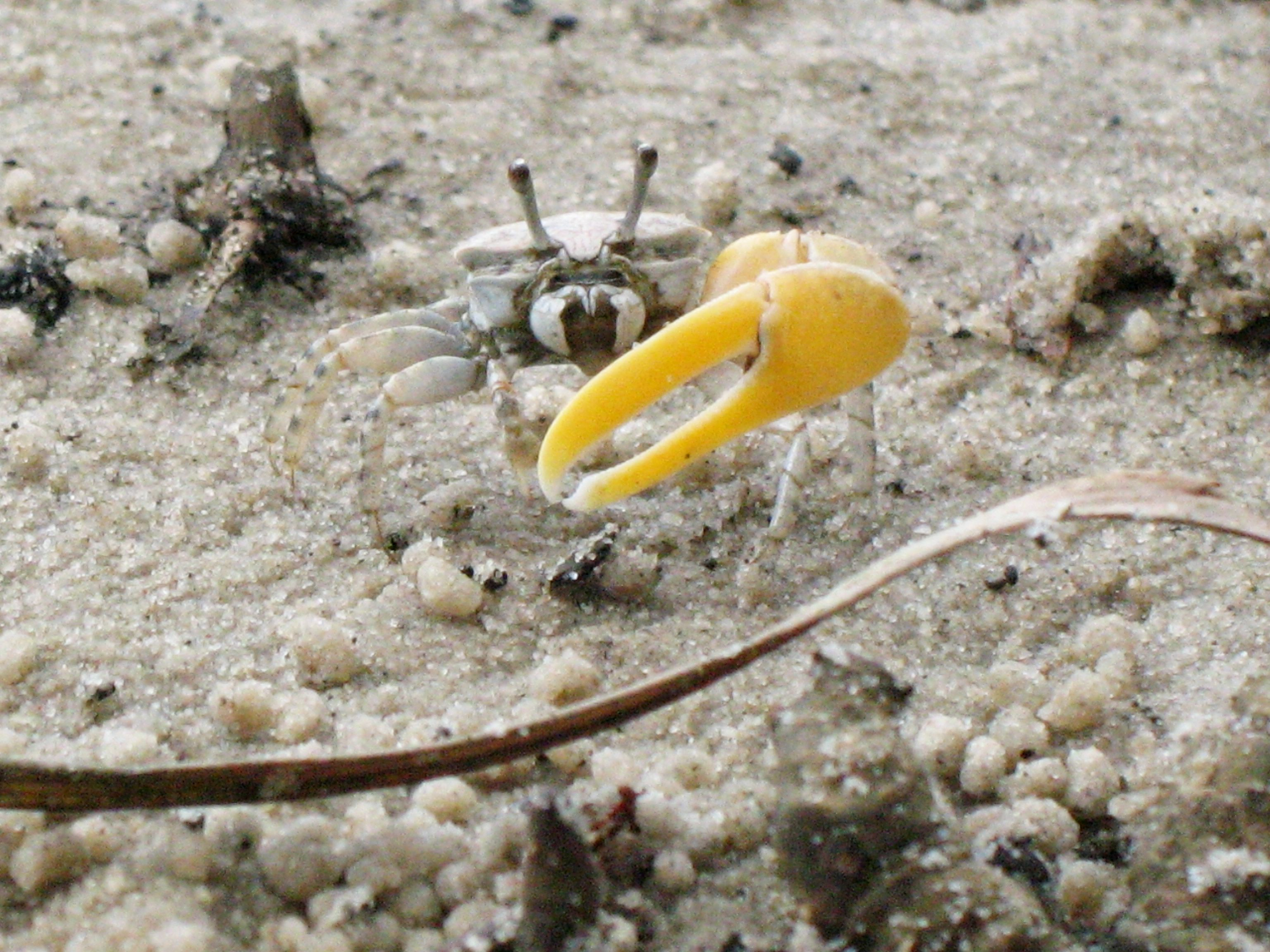
سرطان كماني حيران
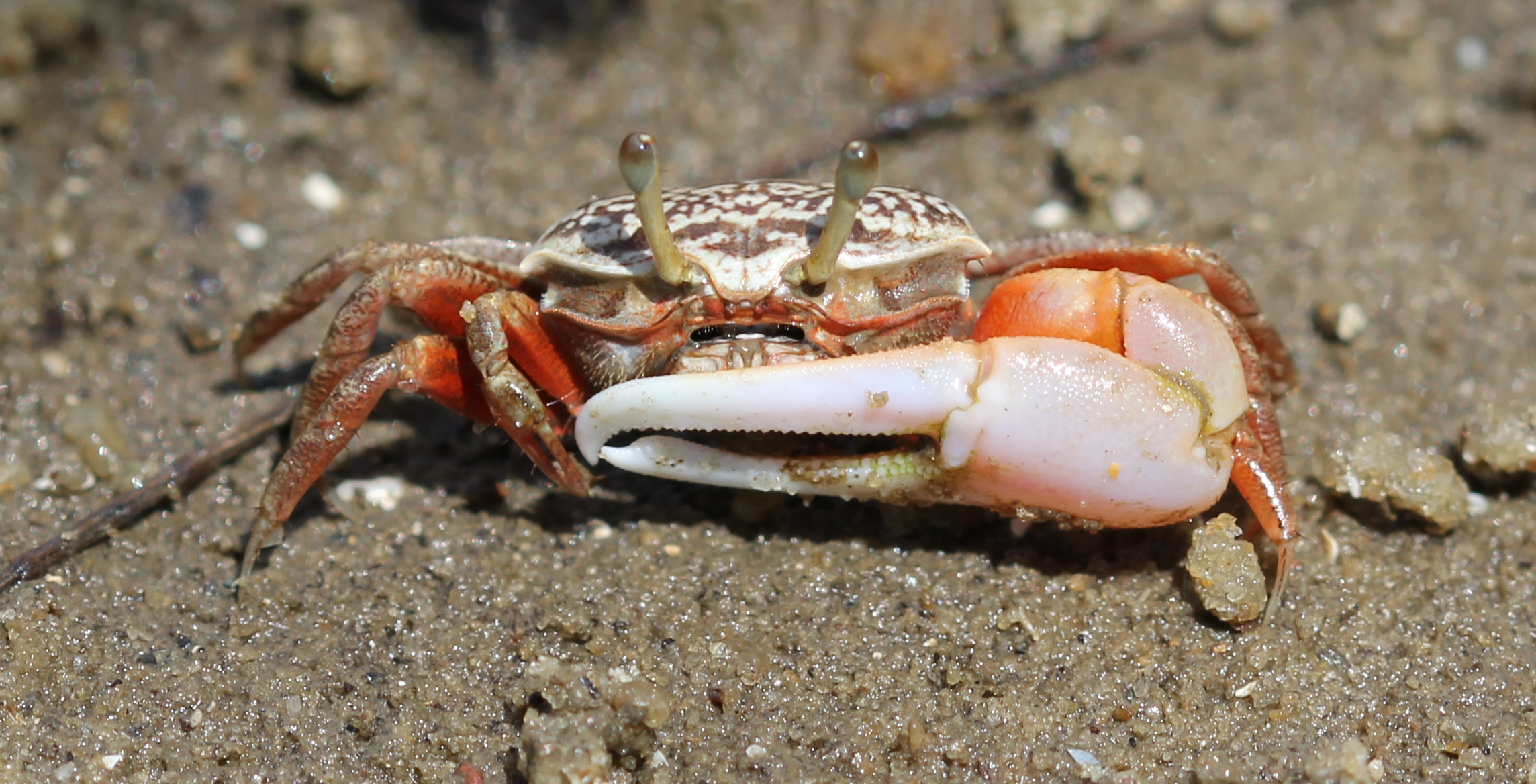
سرطان كماني حلقي الأرجل - ذكر
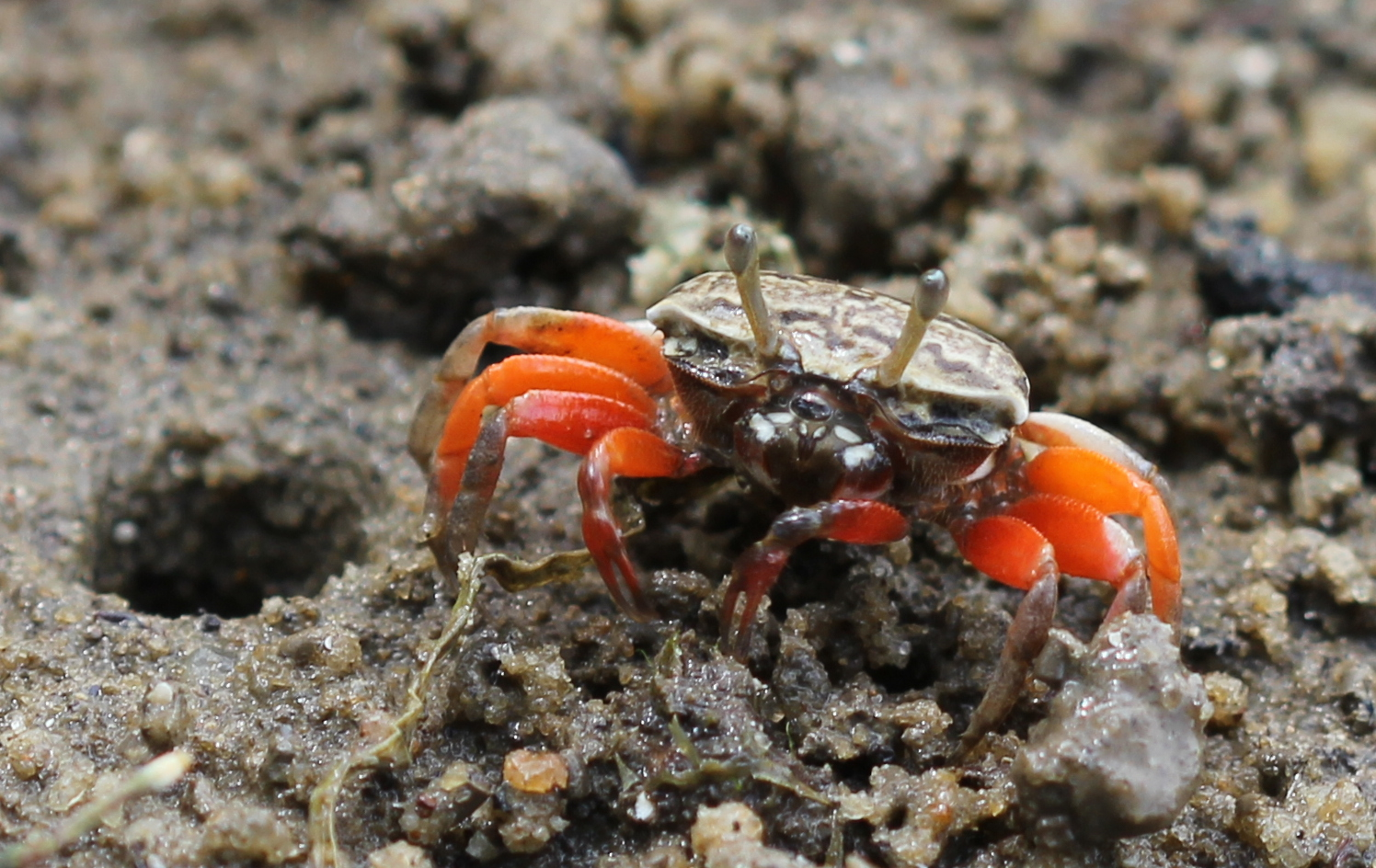
سرطان كماني حلقي الأرجل - أنثى
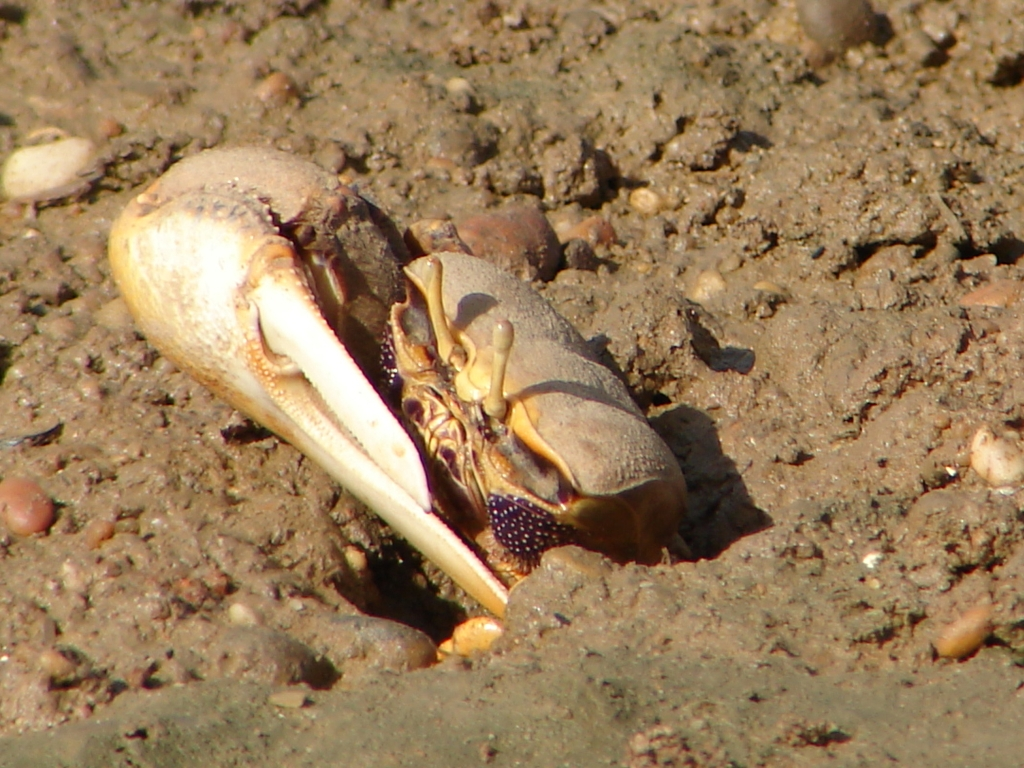
سرطان كماني تانجري
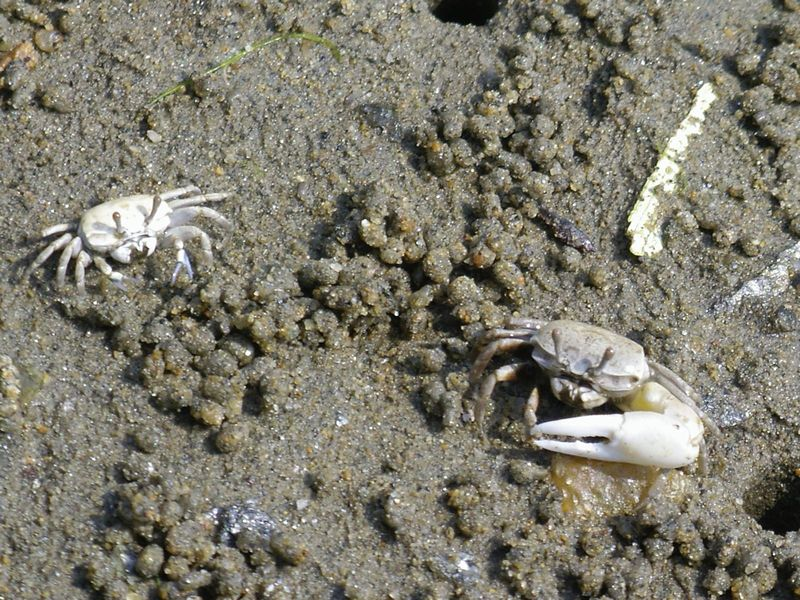
سرطان كماني لبني